# Bernard Binlin Dadié
Bernard Binlin Dadié (ur. 10 stycznia 1916 w Assinie, zm. 9 marca 2019 w Abidżanie) – iworyjski pisarz i działacz społeczno-kulturalny tworzący w języku francuskim. W latach 1977–1986 pełnił funkcję ministra kultury.
Był uczestnikiem walk o niepodległość Wybrzeża Kości Słoniowej. W twórczości łączył tradycyjną formę bajek i legend ze współczesną tematyką (m.in. Climbie). Pisał sztuki teatralne, opowiadania i zbiory baśni. Do najbardziej znanych jego dzieł należy tom pt. Legendy afrykańskie (Légendes africaines, 1954).
W przekładzie na język polski ukazały się Legendy afrykańskie (Warszawa 1957), a także opowiadania (m.in. Wyznanie w antologii Na południe od Sahary, Warszawa 1967), oraz kilka utworów poetyckich.
Jeden z wierszy Bernarda Dadié (Dry Your Tears, Afrika) został wykorzystany w skomponowanej przez Johna Williamsa ścieżce dźwiękowej do filmu Amistad.
Zmarł w wieku 103 lat w Abidżanie.